# Criss Oliva
Christopher Michael Oliva, född 3 april 1963 i Pompton Plains, New Jersey, USA, död 17 oktober 1993 i Zephyrhills, Florida, var en amerikansk musiker, mest känd som sologitarrist i metalbandet Savatage, som han startade tillsammans med sin bror Jon Oliva (under namnet Avatar 1979–1983).
Oliva omkom den 17 oktober 1993 när hans bil blev påkörd framifrån av en rattfyllerist. Savatage ägnade 1994 albumet Handful of Rain (med bland annat låten "Alone You Breathe") till Criss Olivas minne.

## Diskografi
Med Avatar
- Living for the Night (Demo) (1983)
- City Beneath the Surface (EP) (1983)

Studioalbum med Savatage
- Sirens (1983)
- Power of the Night (1985)
- Fight for the Rock (1986)
- Hall of the Mountain King (1987)
- Gutter Ballet (1989)
- Streets: A Rock Opera (1991)
- Edge of Thorns (1993)

## Källhänvisningar
1. ↑  Encyclopaedia Metallum: Criss Oliva
2. ↑  Encyclopaedia Metallum: Savatage
3. ↑  Encyclopaedia Metallum: Avatar
4. ↑  "Criss Oliva". Findagrave.com. Läst 1 februari 2015. (engelska)
5. ↑  Handful of Rain (album) på Encyclopaedia Metallum